# サン・セバスティアン包囲戦
サン・セバスティアン包囲戦（サン・セバスティアンほういせん、英語: Siege of San Sebastián）は、ナポレオン戦争において、1813年7月7日から9月8日まで、アーサー・ウェルズリー率いるイギリスとポルトガルの連合軍がスペイン北部のサン・セバスティアンを包囲して、ルイ・エマニュエル・レイ率いる駐留軍を降伏させた戦闘。同市は略奪ののち炎上して壊滅した。

## 状況
1813年6月21日のビトリアの戦いで決定的に勝利した後、ウェリントン軍はピレネー山脈の西へ進軍して山道を占拠、また自軍の再編成にフランスへ戻ったスールト元帥にも対処する必要があった。背後を固めることとスペインからフランス軍を全て追い出すためにはパンプローナとサン・セバスティアンの占領が必要だった。両方同時に攻撃する軍をもっていないため、ウェリントンはパンプローナを封鎖してサン・セバスティアンを包囲した。
パンプローナの封鎖は時間がかかったが、城内の食料が底をついたことでフランス軍は1813年10月31日に降伏した:334。

## 両軍の軍勢
7月1日時点ではフランスの駐留軍は3,170人いた。要塞では大砲が76門あった。
包囲遂行のためにサー・トマス・グラハム中将には9,000人が与えられ、大砲は40門であった。
ハビエル・サダによると、連合軍は多くが金儲けしようとしており、戦闘における唯一の動機は戦利品であった。連合軍は3,900人のイギリス人と4,600人のポルトガル人であった。

## サン・セバスティアンへの接近
当時、サン・セバスティアンの人口は9,104人であり、保守的とされたギプスコア地方の中ではリベラル寄りであった。同市は北のフランスとガスコーニュ、および南のスペインの影響を受けていた。また住民はバスク人が大半であった。
ナポレオンがフランス皇帝に即位した後、彼の兄ジョセフ・ボナパルトは1808年にスペイン王ホセ1世として即位した。多くの文献でフランス寄りとされたフランシスコ・アモロースはその後同市の最高行政官に任命された。新しい市政府は住民に歓迎されなかったが、それでも1813年まで平和が続き、フランス軍は受け入れられていた。この危ういバランスは1813年6月、ビトリアの戦いで負けたフランス軍がルイ・エマニュエル・レイに率いられて入城したときに破られた。
サン・セバスティアンはビスケー湾にある半島に位置していた。城塞の南側は大きな角堡とその上にある大砲で守られていた。ウィリアム・デントは「これは私が見てきた要塞の中でジブラルタルを除いて一番強いものだ」と書いた。東側ではウルメア川の入り江があった。イギリス工兵は市の南東部に弱点を見つけた。干潮時は市の東と南から渡河して襲撃することができた。大砲は東部の砂丘と南部に置くことができ、大砲に対する反撃は川で阻まれてしまうのであった:336。
イギリス海軍はビスケー湾封鎖の艦隊が力不足のため期待できなかった。このためフランスの補給船は度々援軍を連れてやってきて、負傷や病気の兵士を連れて行くことができた。したがって、ウェリントンは兵糧攻めに期待できず、城壁に突破口を作って襲撃で落城させるしかなかった。

## 第一次包囲

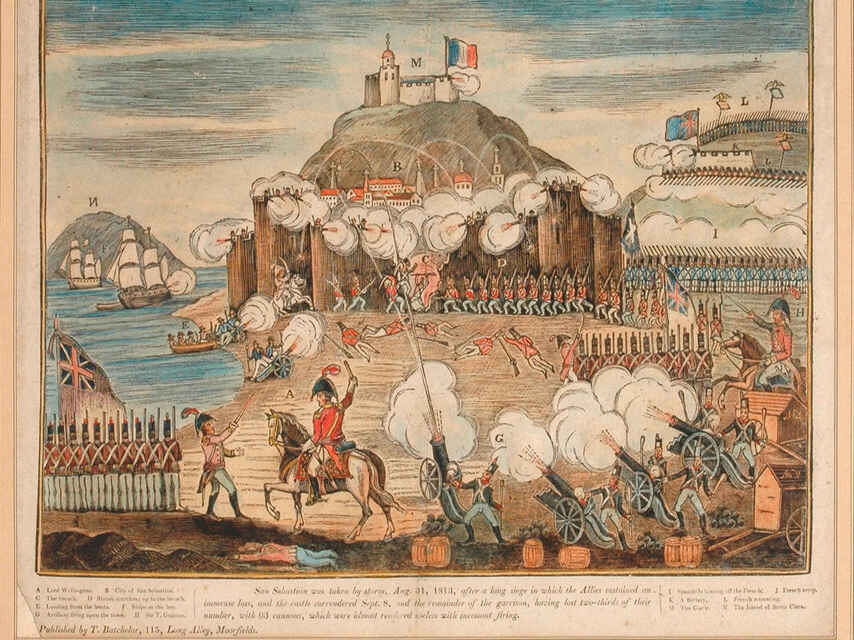
サン・セバスティアン包囲戦の版画

第一の目的は角堡の南の高台にある女子修道院の占領であった。砲台2基の建築は7月11日、修道院から200ヤード離れたところで始まり、13日夜に完成した。17日までの砲撃で修道院は廃墟と化し、難なく占領された:337。
7月13日、今度は川の東側にあるウリア山と砂丘（城壁からは600ヤードから1,300ヤード）で砲台3基の建築が始まり、それぞれが塹壕で繋げられた。そして砲撃が始まり、23日までに城壁に3つの突破口が開いた:336。
占領された修道院は改装されて北からの攻撃を防ぎ、城壁と市街地に向けて砲台が築かれた。20日から21日にかけて半島を横断して角堡への道の半分を通る溝が掘られ、そこで角堡まで続く排水溝が見つけられた。このため排水溝の終わりのところを爆破する計画が立てられた:337。
7月25日の黎明、攻撃が実行に移された。計画では爆破の後、爆破で作られる突破口と城壁の突破口2箇所から襲撃する予定だったが、爆弾が未明のうちに爆発してしまい、陸軍は予定通り攻撃したが砲兵は明かりがなかったため援護射撃ができなかった。角堡が襲撃されたが後続部隊の到着が遅れ、先鋒が撃退された。城壁の突破口を襲撃する部隊は300ヤード離れたところから砲撃されながら突破口についたものの、ここでも後続部隊の遅れに足を引っ張られ、襲撃部隊は大損害を出して撃退された:338。
イギリス軍は死傷者693人、捕虜316人を出し、決死隊を率いたハリー・ジョーンズも負傷した。レイの駐留軍は死者58、負傷258だった。
襲撃が失敗に終わると、包囲は再考された。弾薬の補給が不足しており、しかも同じ日にスールトが攻撃を仕掛けてきた（後にピレネー山脈の戦いとなる戦闘）。このため、補給船の到着まで包囲を延期することとなり、グラハムには大砲を船に移動させる命令が下された:341。
包囲中止の間、駐留軍はソーティを数回派遣して200人のポルトガル兵士を捕虜にした:341。

## 第二次包囲

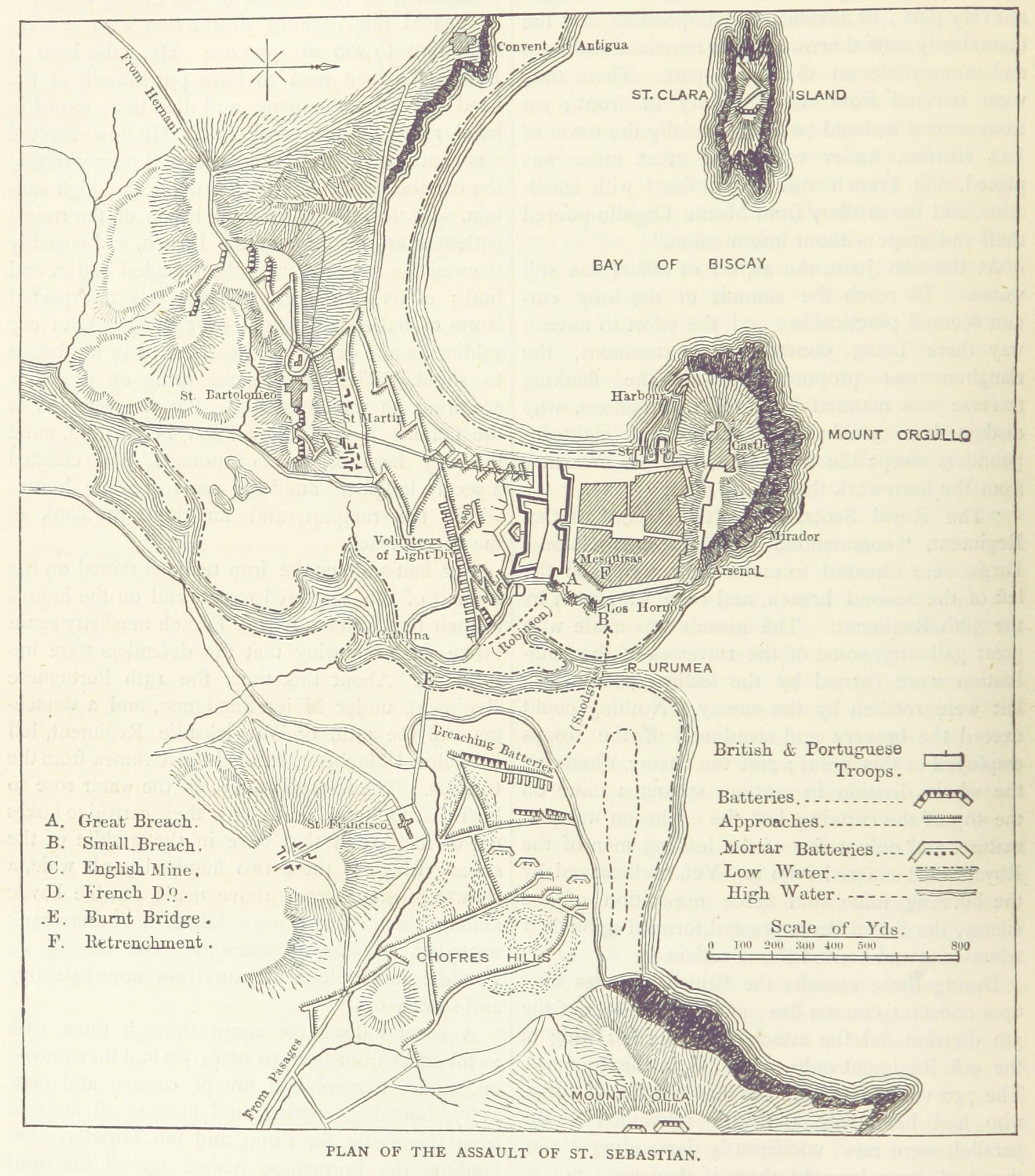
イギリスによる包囲の地図

スールトを撃退した後もウェリントンは援軍と弾薬の補給がイギリスから到着するまで待った。8月15日、レイは新しく徴兵された兵士を封鎖を逃れた補給船から受け取ったが、それでも2,700人の軍隊と300人の負傷者しかいなかった。
8月19日、イギリスからの補給が到着、さらに工兵が増派されたため、23日には攻撃の再開の準備が整い、26日には63門の大砲が準備された。同じ日から砲撃した南の大砲15門と東の大砲48門は塔を破壊して城壁に多くの穴を開いた:341。
8月27日、200人の兵士がビスケー湾から西へ出航、短期間の戦闘を経て小さな島であったサンタ・クララ島を占領して砲台6門を設置、そこから砲撃した。フランス軍は西側が険しすぎて襲撃ができないと考えたため狼狽した:342。
城壁の東側にある一番大きい穴は500フィート近くあり、しかもその両側の塔はすでに破壊されていた。南では対壕が角堡の下の傾斜まで掘られた:343。

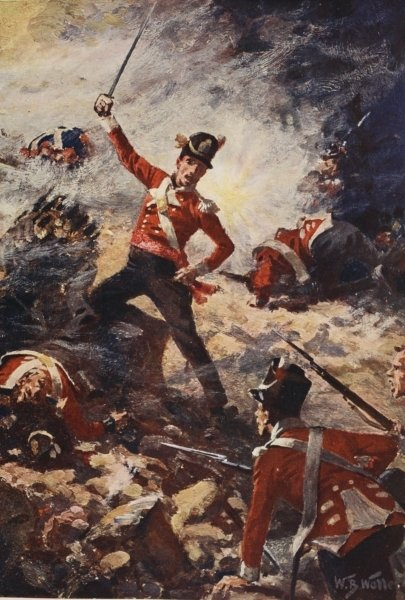
サン・セバスティアン包囲戦で決死隊を率いるコリン・キャンベル、ウィリアム・バーンズ・ウォーレン

攻撃は干潮の時に行われなければならなかったため8月31日11時に予定された。イギリス軍は爆弾をもう一つ爆発させて城壁の一部を崩してクレーターを作り、このため第5師団が南から攻撃した時、兵士たちは無傷で塹壕から突破口までの180ヤードを走っていったが:343、その後はフランス軍の猛烈な砲火に晒された。第5師団は瓦礫が散乱していた突破口で突撃し続けたがどれも一撃で撃退された。
フランス軍は遮断壁を建ててイギリス軍が侵入するのを防いだ。数百人のイギリス軍が戦死した。グラハムは第1、第4師団と軽騎兵師団から志願者を750人募ったが、それでもフランスの守備を撃破できなかった。ポルトガル軍の1個旅団はウルメア川を渡河、東から攻撃したが、それも失敗した。結局、2時間続いた襲撃は大失敗であった。生存者はうつ伏せになって焼きつくような砲火を避けた:344。
砲兵隊の指揮官アレクサンダー・ディクソンと相談した後、グラハムは遮断壁の近くにいるイギリス兵士を無視して壁に砲撃するよう命じた。イギリスの大砲がその頭越しに攻撃したとき、生還者の多くがパニックに陥ったが、いざ硝煙が消えて辺りが見えるようになると、砲撃が壁の大半を破壊したのを見つけた。彼らは雄叫びとともに突撃して突破口を突き進んで市になだれ込んだ。防御線が破られたのを見るとフランス軍はウルグル山の要塞へ撤退したが、正午までに連合軍は市を占領した。後の調査によると、砲撃が600から800ヤード離れたところから20分間続いたにもかかわらず、連合軍の兵士は全て無傷であった。一方の守備軍は城壁に準備されたグレネードが爆発したこともあって、無傷で済んだ兵士はほとんどいなかった:345。700人のフランス軍がすでに炎上していた市で捕虜になった:346。

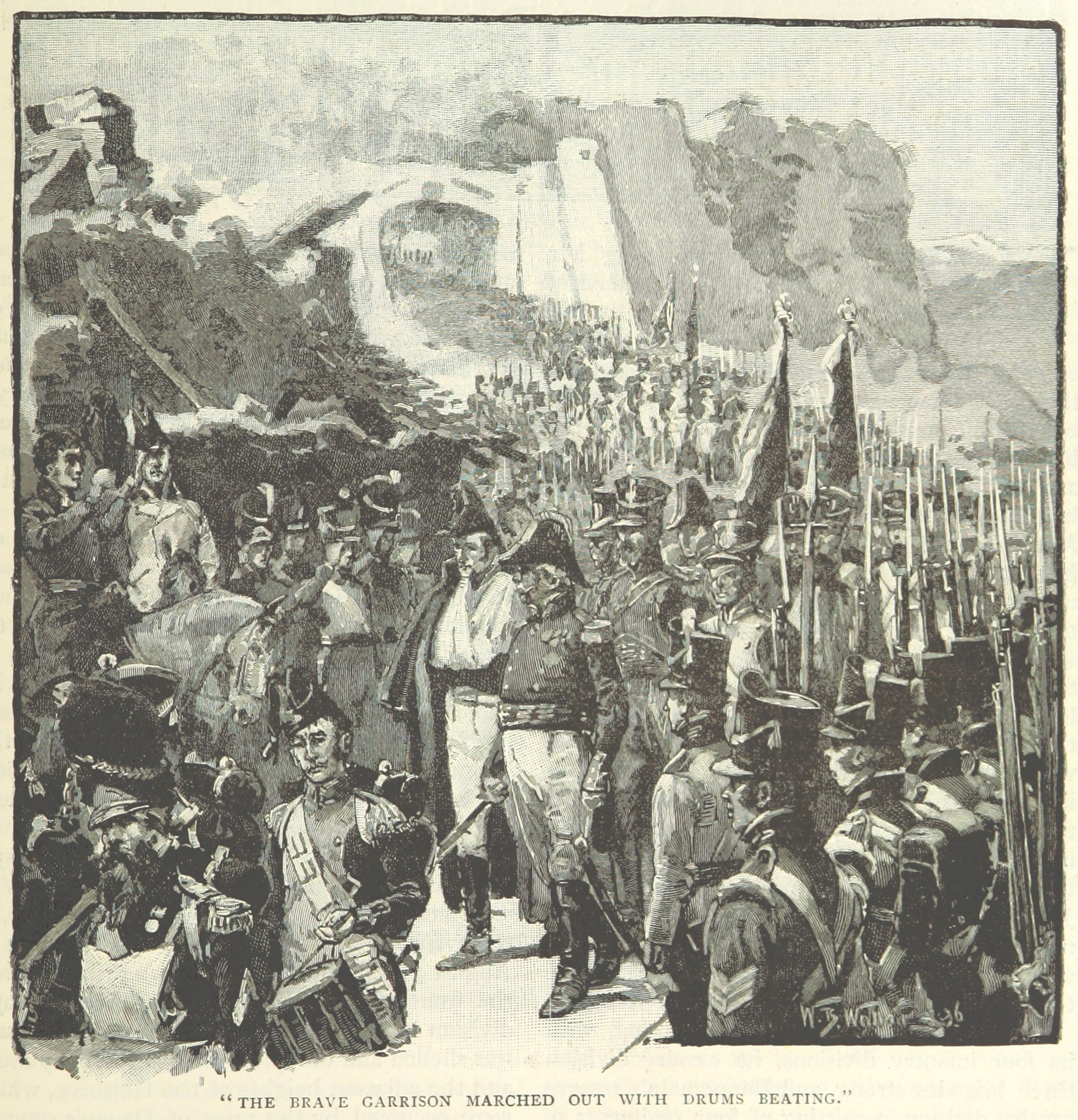
イギリス出版の本で描かれた、レイと駐留軍の降伏

レイと残りの駐留軍は9月5日まで持ちこたえたが、結局交渉を要求して8日に正式に降伏した。守備の強さに敬意を表して、駐留軍は軍旗、武器の保持を許され、ドラムの声が響く中栄誉のある撤退をした。

## サン・セバスティアンの略奪と炎上
城内に入ると、連合軍は店にブランデーとワイン、そして馬をたくさん見つけ、軍の多くが暴徒と化した。酔っていて、おびただしい損害を出していたことに立腹していた兵隊は暴れて回り、略奪して市に火を放った。住民も多く殺戮したが、その人数は不明や1,000人など資料によって違う。一部のイギリス軍人は略奪を止めようとしたが、無視されたか酔った兵士に脅された。また多くが見ないふりをし、さらに略奪に参加した者もいた。生還者の1人であったガブリエル・セレスは連合軍が「残虐の極みであった。彼らは住民を殺害したり怪我を負わせたりして、女性の大半を強姦した」と述べた。目撃者によると、火事はその夜にいくつかの家で始まったという。現地人のドミンゴ・デ・エチャヴェはイギリス兵士の言葉「あの家が燃えているのを見たか？気をつけて、明日は全部がこうなる。」を覚えていたという。市は7日間燃え続け、火が消える頃には600の家、市庁舎など建物の大半が焼失していた。
火事の後、市議会や生還者たちはスビエタ地区で会議を開催して市の再建を議決した。前の市議会がフランスに協力していたため、新しい市議会議員が任命され、ウェリントンに向けて戦勝を祝う手紙を送った:98。手紙では救済金の支払いも求めたが、ウェリントンは拒絶して、返信で二度と手紙を送らないよう要求した:98。彼は略奪の責任はフランスにあるとして、11月2日にレサカでイギリス軍は火事の責任を負わないと返答した:157。11月、市議会は「イギリス軍とポルトガル軍による残虐行為」についての人民裁判を行なったが、2人の女性が渡されたアンケートに答えただけだった:8。
この惨劇は毎年8月31日のキャンドル・ビジルで記念されている。

## 影響
レイの駐留軍3,170人および後に徴兵された兵士のうち、850人が戦死、670人が8月31日に捕虜、さらに1,860人が投降した。投降者のうち480人が病気か負傷していた。グラハム軍は戦死、負傷と失踪者の合計が3,770人だった。最後の襲撃で867人が死亡、1,416人が負傷、44人が失踪した。第5師団を率いたジェームズ・リース少将は負傷、トレス・ヴェドラス線を作り上げたサー・リチャード・フレッチャーは心臓を撃ち抜かれて死亡した:346。
サン・セバスティアンを救うには遅すぎたと知らなかったスールトは8月31日に最後の攻撃をして、サン・マルシャルの戦いで撃退された。サン・セバスティアンを占領したことで、ウェリントンは次にスールトをフランスへ押し戻すことを考えた。次の戦闘である10月7日のビダソア川の戦いと11月のニヴェルの戦いでは連合軍が両方とも勝利、パンプローナのフランス駐留軍も10月31日に降伏した。